# Géza Zichy
Géza Zichy, född 23 juli 1849 i Sztára, död 14 januari 1924 i Budapest, var en ungersk greve och pianist. Han var kusin till József och Ágost Zichy.
Zichy, som var elev av Károly Mayerberger, Robert Volkmann och Franz Liszt, förlorade vid 14 års ålder sin högra arm genom en jaktolycka, men fortsatte inte dess mindre sina pianostudier och lyckades uppöva sin vänstra hand till en otrolig färdighet. Han studerade även juridik, fick höga ämbeten, blev geheime regeringsråd, överkammarherre och ledamot av överhuset samt var länge president för musikkonservatoriet i Budapest och från 1891 intendent över ungerska nationalteatern.
Zichy företog under flera årtionden konsertresor uteslutande för välgörande ändamål (Skandinavien besökte han 1887). Han bildade sig själv en originell teknik, som medelst bland annat vida språng, ständigt arpeggio, flitigt pedalbruk och transponering av tonverken försökte ersätta den större fullgreppigheten i vanliga virtuosers spelsätt. Därjämte framträdde han även som kompositör (visor, etyder, körstycken, några operor) och som skald (på ungerska), lustspels- och memoarförfattare.